# Hyakujitsu no Bara
Hyakujitsu no Bara (jap. 百日の薔薇) ist eine Boys-Love-Manga-Serie der japanischen Zeichnerin Fusanosuke Inariya. Die Serie wurde 2009 als Original Video Animation adaptiert und als Maiden Rose ins Englische übersetzt. Die Geschichte der Serie handelt von zwei Soldaten verfeindeter Länder, die durch ihre gegenseitige Liebe verbunden gemeinsam in einem Krieg kämpfen.

## Inhalt
Als Jugendliche haben sich Klaus von Wolfstadt aus dem Westen und Taki aus der adeligen Familie Reizen kennengelernt, als Klaus mit seiner Familie eine Krönungszeremonie in Takis Land weit im Osten besucht hat. Jahre später treffen sie sich an einer Militärakademie der Westlichen Allianz, wo Taki das Führen von Panzern lernt und Klaus den Befehl erhält, ihn zu beschützen und zu überwachen. Während des Jahres, das Taki hier ist, verlieben sich die beiden ineinander. Doch dann bricht Krieg zwischen der Westlichen Allianz und dem Reich Eurote aus und Taki muss in sein Land zurückkehren. So machen sich beide gemeinsam auf die Reise und Klaus schwört Taki seine Treue und ihm als sein Ritter zu dienen. Seine sexuellen Annäherungsversuche aber muss Taki zurückweisen, denn als Angehöriger einer als heilig angesehenen Adelsfamilie und als Kommandant muss er seine Jungfräulichkeit bewahren. Doch da sie nun beide in den Krieg ziehen und der Kommandant auf seinen Untergebenen angewiesen ist, kann er sich seinen häufigen Übergriffen schließlich nicht erwehren.

## Veröffentlichung
Der Manga erscheint seit September 2005 bei Oakla Publishing unter dem Imprint Aqua Comics in Japan. Bisher wurden fünf Bände veröffentlicht. Eine Adaption der Geschichte als Hörspiel erschien am 29. Juni 2007 auf CD.
Digital Manga Publishing veröffentlichte ab 2010 eine englische Fassung online.

## Adaption als Anime
Eine Umsetzung des ersten Teils der Geschichte als Anime entstand 2009 bei Studio Prime Time. Bei der Produktion führte Hidefumi Takagi Regie und Hajime Ohtani schrieb das Drehbuch. Das Charakterdesign entwarf Mayuko Nakano und als Produzenten waren Yuichi Ishizu und Yūki Morishita verantwortlich. Die Musik komponierte Masaaki Mori.
Die beiden Folgen mit je einer halben Stunde Laufzeit erschienen am 29. Mai und 23. Oktober bei Wenikku in Japan.
| Rolle               | Japanischer Sprecher (Seiyū) |
| ------------------- | ---------------------------- |
| Klaus von Wolfstadt | Kazuhiko Inoue               |
| Taki Reizen         | Susumu Chiba                 |
| Currant             | Shepard Akimoto              |